# Anomurs

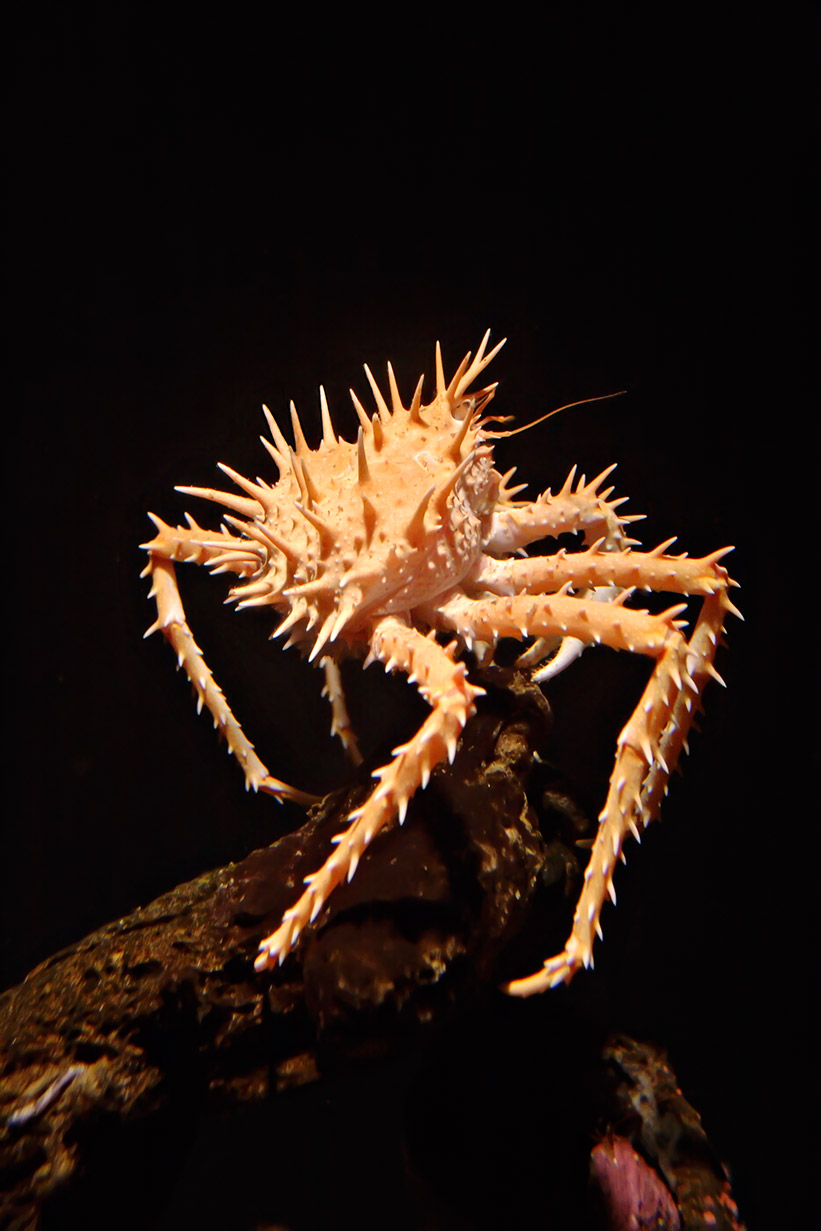
Paralithodes californiensis

Els anomurs (Anomura gr. "cua anòmala") són un infraordre de crustacis decàpodes pleociemats que inclou els bernats ermitans com els representants més coneguts.
El terme Anomura deriva de l'antiga classificació en la què els decàpodes reptants es dividien en:
- Macrurs (Macrura), de cua llarga.
- Braquiürs (Brachyura), de cua curta.
- Anomurs (Anomura), de cua anòmala.

## Característiques
El nom del grup fa referència a la principal característica d'aquest grup: la forma poc habitual del seu cos, que és asimètric o doblegat ventralment. Tenen el cinquè parell de pereiopodis molt reduït i de vegades queda amagat sota la closca, en la cambra branquial i ajuden a mantenir netes les brànquies. Amb aquests distribució del pereiopodis, un cranc amb 4 parells de potes ha de ser un anomur i no un braquiür.

## Taxonomia
L'infraordre Anomura inclou 3.300 espècies repartides en 7 superfamílies i 23 famílies:
Superfamília Aegloidea Dana, 1852
- Família Aeglidae Dana, 1852

Superfamília Chirostyloidea Ortmann, 1892
- Família Chirostylidae Ortmann, 1892

- Família Eumunididae A. Milne Edwards & Bouvier, 1900
- Família Kiwaidae Macpherson, Jones & Segonzac, 2005

- Família Sternostylidae Baba, Ahyong & Schnabel, 2018

Superfamília Galatheoidea Samouelle, 1819
- Família Galatheidae Samouelle, 1819
- Família Munididae Ahyong, Baba, Macpherson & Poore, 2010
- Família Munidopsidae Ortmann, 1898
- Família Porcellanidae Haworth, 1825

Superfamília Hippoidea Latreille, 1825
- Família Albuneidae Stimpson, 1858
- Família Blepharipodidae Boyko, 2002
- Família Hippidae Latreille, 1825

Superfamília Lithodoidea Samouelle, 1819
- Família Hapalogastridae J.F. Brandt, 1850
- Família Lithodidae Samouelle, 1819

Superfamília Lomisoidea Bouvier, 1895
- Família Lomisidae Bouvier, 1895

Superfamília Paguroidea Latreille, 1802
- Família Calcinidae Fraaije, Van Bakel & Jagt, 2017
- Família Coenobitidae Dana, 1851
- Família Diogenidae Ortmann, 1892
- Família Paguridae Latreille, 1802
- Família Parapaguridae Smith, 1882
- Família Pylochelidae Spence Bate, 1888
- Família Pylojacquesidae McLaughlin & Lemaitre, 2001

- Família Xylopaguridae Gasparic, Fraaije, Robin & de Angeli, 2016